# Jean-Marie Essono
Pour les articles homonymes, voir Essono.
Jean-Marie Essono est un homme de lettres camerounais, auteur de plusieurs ouvrages.

## Biographie

### Enfance, éducation et débuts
Jean-Marie Essono est docteur en linguistique africaine. En 1998, il est professeur de linguistique à l'Université de Yaoundé. 

### Œuvres
Jean-Marie Essono est auteur de plusieurs ouvrages tels : 
- Précis de linguistique générale en 1998 (Le livre décrit les liens étroits entre la linguistique et d'autres sciences humaines que sont la géographie, l'histoire, la sociologie et la psychologie). Une description synthétique des principales sciences du langage : phonétique, phonologie, morphologie, lexicologie, sémantique et syntaxe est faite dans l'ouvrage
- Langue et culture ewondo : par la grammaire, les textes et l'exercice ; suivi d'un lexique français-ewondo en 2012[3]
- Yaoundé : une ville, une histoire (1888-2014) : encyclopédie des mémoires d'Ongôla Ewondo, la ville aux "Mille collines" en 2016
- L'Ancien pays de Yaoundé : "jaunde-texte by Karl Atangana en 2005 et 2006[4]
- L’Ewondo par la grammaire et l'exercice en 1972
- L'Ewondo : langue bantoue du Cameroun : phonologie-morphologie-syntaxe en 2000